# Bandeira de Guanajuato
A Bandeira de Guanajuato é um dos símbolos oficiais do estado de Guanajuato, uma subdivisão do México. Seu uso foi aprovado em 20 de dezembro de 2023, durante a gestão do então congreso do estado, com a aprovação de um júri designado para o caso.

## Desenho e simbolismo

### Descrição
Seu desenho consiste no campo branco de proporção largura-comprimento de 4:7 no meio o brasão de armas do estado de Guanajuato e tem um marco de ouro.
| Sistema de cor | Branco | Branco      | Ouro | Ouro      |
| -------------- | ------ | ----------- | ---- | --------- |
| Pantone        |        | Safe        |      | Safe      |
| RGB            |        | 255-255-255 |      | 255-255-0 |
| CMYK           |        | 0-0-0-0-0   |      | 0-0-0-0-0 |
| RGB Hex.       |        | FFFFFF      |      | F1BF00    |

## História

### Bandeiras históricas

Bandeira de Guanajuato (1996-1998)
Bandeira de Guanajuato (1998-2023)